# Gustave Garrigou
Gustave Garrigou (Vabre-Tizac, 24 september 1884 - Esbly, 28 januari 1963) was een Frans wielrenner, die in zijn tijd tot de top behoorde.
Garrigou debuteerde in 1907 als prof. Al hetzelfde jaar werd hij kampioen van Frankrijk, won de Ronde van Lombardije, Parijs-Brussel, twee ritten in de Tour de France en eindigde als tweede in het eindklassement van de Ronde. Na zijn spectaculaire Tourdebuut eindigde Garrigou nog zeven keer op rij bij de eerste vijf van het eindklassement. In totaal won Garrigou acht Tour-etappes en eiste in de Ronde van Frankrijk 1911 de eindoverwinning op.
In de Toureditie van 1911 nam in eerste instantie Paul Duboc de leiding. In de etappe in de Pyreneeën bleek het water uit de fles van Duboc vergiftigd te zijn waardoor hij van zijn fiets viel en verloor. In Rouen, Dubocs geboorteplaats, ontstond een volkswoede tegen Garrigou, maar hij behaalde desondanks de eindzege.
De Eerste Wereldoorlog belette Garrigou om zijn wielercarrière voort te zetten. Hij vestigde zich als zakenman in Esbly, nabij Parijs.

## Resultaten in voornaamste wedstrijden
| Jaar | Ronde van Italië | Ronde van Frankrijk | Ronde van Spanje |
| ---- | ---------------- | ------------------- | ---------------- |
| 1907 |                  | ↑ (2)               |                  |
| 1908 |                  | 4e                  |                  |
| 1909 |                  | ↑ (1)               |                  |
| 1910 |                  | ↑ (1)               |                  |
| 1911 |                  | ↑ (2)               |                  |
| 1912 |                  | ↑                   |                  |
| 1913 |                  | ↑ (1)               |                  |
| 1914 |                  | 5e (1)              |                  |

| Jaar | Milaan-San Remo | Parijs-Roubaix | Ronde van Lombardije | Parijs-Brussel |
| ---- | --------------- | -------------- | -------------------- | -------------- |
| 1907 | ↑               | 4e             | ↑                    | Goud           |
| 1908 |                 | 8e             |                      | 6e             |
| 1909 |                 | 7e             | 6e                   | Zilver         |
| 1910 |                 | 9e             |                      | 5e             |
| 1911 | ↑               | 4e             |                      | 9e             |
| 1912 | ↑               | ↑              |                      |                |
| 1913 | 9e              |                |                      | 8e             |
| 1914 |                 | 11e            |                      |                |